# Sangia
Sangia is een bestuurslaag in het regentschap Bima van de provincie West-Nusa Tenggara, Indonesië. Sangia telt 4887 inwoners (volkstelling 2010).